# Cuarteto de la Habana
Cuarteto de la Habana és una pel·lícula de comèdia espanyola de l'any 1998 dirigida per Fernando Colomo i amb guió de Julio Carrillo i Fernando Colomo.

## Argument
Walter és un jove apassionat de la música que es guanya la vida netejant les galledes d'escombraries d'un local de jazz a Madrid. L'embaràs de la seva núvia i la mort de la seva àvia no és res quan rep el vídeo d'una dona cubana que li confessa ser la seva mare. Aquest fet li anima a anar a Cuba, moment a partir del qual tindran lloc tot tipus d'embolics.

## Repartiment
- Ernesto Alterio		...	Walter
- Mirtha Ibarra		...	Lita
- Javier Cámara		...	Segis
- Laura Ramos		...	Diana
- Daisy Granados	...	Nereida
- María Esteve	...	Vicky
- Mónica Cano	...	Paloma
- David Calzado	...	Lazaro
- Javier Gurruchaga 	...	Capellà
- Pilar Castro 	...	Cambrera

## Recepció
Fou estrenada al Festival de Màlaga el 5 de juliol de 1999, on aspirava a guanyar la Bisnaga d'Or. Pel seu paper a la pel·lícula Javier Cámara va guanyar el premi al millor actor al Festival Internacional de Cinema de Comèdia de Peníscola del 2000.